# Jens Parker

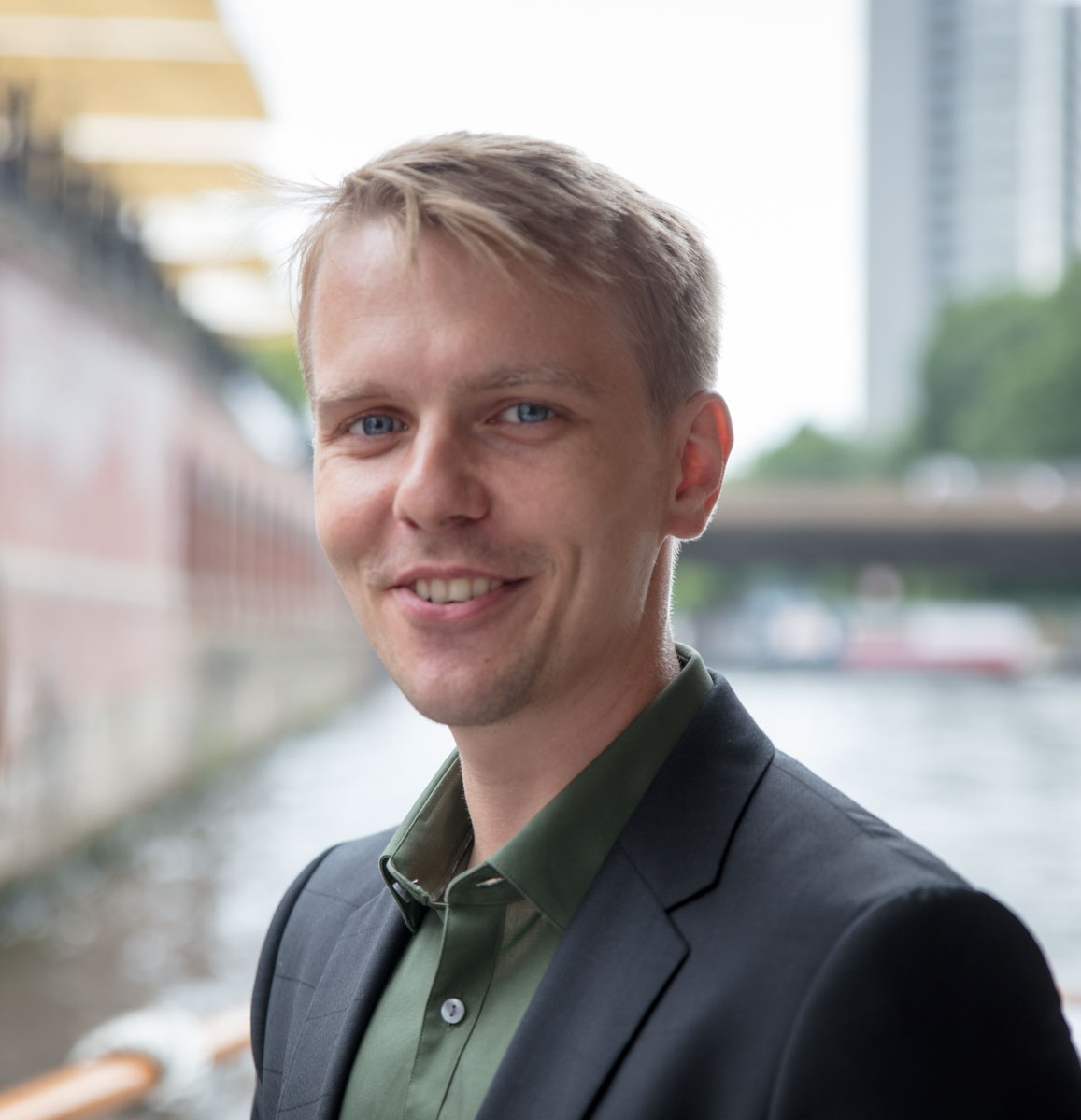
Jens Christoph Parker (2017)

Jens Christoph Parker (* 21. April 1988 in Bremen) ist ein deutscher Politiker und ehemaliger Sprecher der Grünen Jugend, der Jugendorganisation von Bündnis 90/Die Grünen. Schwerpunkte seiner politischen Arbeit sind Europa, Finanzpolitik und Engagement für eine vielfältige Gesellschaft.

## Leben
Sein Abitur absolvierte Jens Parker 2007 am Gymnasium Vegesack in Bremen. Als Schüler nahm Parker zusammen mit einem Klassenkameraden erfolgreich am Wettbewerb Jugend forscht teil. 2006 wurde Parker als Mitglied des Schülerkabaretts „AntiToxin“ von der „Werkstatt Demokratie“ für sein Engagement ausgezeichnet. Im Anschluss an sein Abitur studierte er bis 2010 Wirtschaftswissenschaften in Frankfurt am Main. Von 2011 bis 2013 studierte Parker einen Masterstudiengang in Betriebswirtschaftslehre in Potsdam. Er schloss das Studium als Master of Science in Betriebswirtschaftslehre ab. Parker arbeitet bei eBay.

## Politik
2007 trat Parker in die Grünen Jugend (GJ) ein. Am 23. Oktober 2010 wurde er von der Mitgliederversammlung mit 93 Prozent zum Schatzmeister des Bundesverbands gewählt. Seit 2010 veranstaltete Parker das erste „Same Sex Hand Holdings“ am internationalen Tag gegen Homophobie. Seitdem finden „Same Sex Hand Holdings“ und ähnliche Aktionen deutschlandweit statt. Am 8. Oktober 2011 wurde er von der Mitgliederversammlung der GJ mit 95 Prozent in seinem Amt bestätigt. Am 28. Oktober 2012 wurde Parker mit 88 Prozent der Stimmen zum Sprecher des Bundesverbands gewählt. 2013 lief seine Amtszeit aus. 2016 endete seine Mitgliedschaft aus Altersgründen.
2010 war Jens Parker einer von zwei deutschen Jugenddelegierten zur UNO-Generalversammlung.
Mitglied von Bündnis 90/Die Grünen wurde Parker 2009. Von 2013 bis 2021 war er Sprecher der Bundesarbeitsgemeinschaft Schwulenpolitik. Parker initiierte den ersten grünen Queerkongress und verantwortete das Queere Wahlprogramm zur Bundestagswahl 2017 und 2021. Parker war eine der Hauptpersonen bei der Gründung der Dachstruktur QueerGrün. Von 2017 bis 2021 war er Sprecher von QueerGrün. Von 2018 bis 2021 war Parker Sprecher des Sprecher*innenrates der Bundesarbeitsgemeinschaften.
Parker ist ebenfalls Mitglied des LSVD und der Deutschen Gesellschaft für die Vereinten Nationen.

## Publikationen
- Corporate Social Responsibility. Ein Überblick mit Fallbeispielen, München 2011, GRIN-Verlag, ISBN 3-656-61059-2
- Nachhaltigkeit flexibler Personaleinsatzstrategien für kleinere und mittlere Unternehmen, München 2012, GRIN-Verlag, ISBN 3-656-61062-2
- Geldwäsche mit mobilen Bezahlsystemen. Möglichkeiten & Maßnahmen zur Eindämmung, München 2012, GRIN-Verlag, ISBN 3-656-61011-8
- Auswirkungen der europäischen Staatsschuldenkrise auf die Gültigkeit der neoklassischen Finanzierungstheorien, München 2012, GRIN-Verlag, ISBN 3-656-61000-2
- Die Entwicklung der Mikrofinanzierung, Hamburg 2014, Diplomica Verlag, ISBN 3-95684-417-3
- Nachhaltige Kreditinstitute im Vergleich: Strategien und Positionierung im Bankensektor, München 2014, GRIN-Verlag, ISBN 3-656-65254-6